# ザ・ワンズ
『ザ・ワンズ』(#1's)は、1998年に発売されたマライア・キャリーのベスト・アルバム。
日本での売上はダブルミリオン（オリコンによる集計）を記録し、日本で最も売れた洋楽アルバムとされる。1998年12月、ソニー・ミュージックエンタテインメントは日本での累計出荷枚数が300万枚を突破したと発表した。
全米のアルバムチャートBillboard 200では最高位4位、63週チャート入りした。
2001年時点では日本で360万枚を売り上げている。
また、世界では1,800万枚を売り上げた。

## 収録曲
1. Sweetheart (With JD)  
新収録曲。
2. When You Believe (From "The Prince Of Egypt") (With Whitney Houston)  
新収録曲。
3. Whenever You Call (With Brian McKnight)  
『バタフライ』収録曲のリメイク。
4. My All
5. Honey
6. Always Be My Baby
7. One Sweet Day (With Boyz II Men)
8. Fantasy (Featuring O.D.B.)
9. Hero
10. Dreamlover
11. I'll Be There (Featuring Trey Lorenz)
12. Emotions
13. Someday
14. Love Takes Time
15. Vision Of Love
16. I Still Believe
新収録曲。
17. Without You
18. Do You Know Where You're Going To (Theme From Mahogany)
新収録曲。ダイアナ・ロスのカバー。
19. All I Want for Christmas Is You（日本盤ボーナストラック）

## チャート成績
| チャート（1998年）               | 最高順位 |
| -------------------------------- | -------- |
| アメリカ（Billboard Hot 100）    | 4        |
| イギリス（全英アルバムチャート） | 10       |